# 泰泽恩豪兹宫

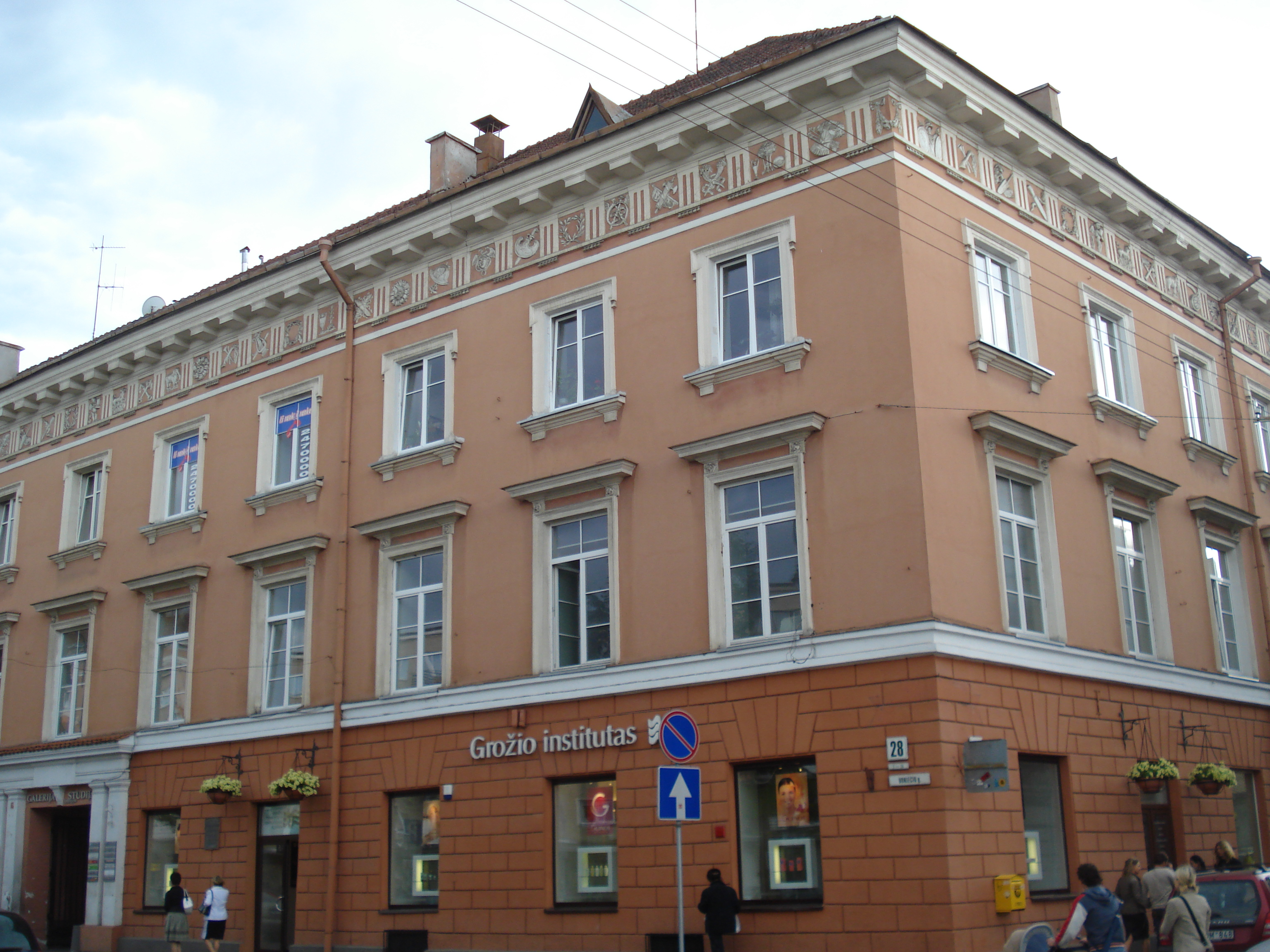
泰泽恩豪兹宫

泰泽恩豪兹宫（立陶宛语：Tyzenhauzų rūmai）是立陶宛首都维尔纽斯的一座18世纪的豪宅，位于两条街道的街角。

## 历史
大约在1765年，负责格罗德诺产业化工作的波兰财政大臣，国王斯坦尼斯瓦夫·奥古斯特的朋友安东尼·泰泽恩豪兹购买了这处废墟，在18世纪70年代初，他下令新建一座古典主义风格的宫殿。建造者可能是威尼斯建筑师朱塞佩·萨科。1777年泰泽恩豪兹破产，并于1785年去世。1789年菲廷霍夫将军的遗孀买下这座宫殿，下令重建。工程最有可能由出生于德国的建筑师，耶稣会维尔诺学院教授马丁克纳克福斯进行。重建后，整个宫殿有30个大厅和16个较小的房间，是立陶宛最大的贵族府邸之一。

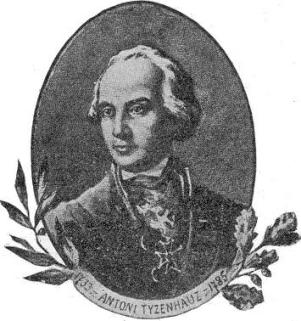
安东尼·泰泽恩豪兹

1922年维尔纽斯归属波兰后，2楼和3楼再次重建，开设酒店。1939年德国入侵波兰，轰炸维尔纽斯，该建筑严重受损。1944年战事期间进一步受损，只有一楼和外墙幸存，后来得以重建。
立陶宛恢复独立后，维尔纽斯旧城 成为一个著名的地方，许多房主乘价格高的机会出售了房屋，目前大部分用作办公室或商店。